# Флора (мыс)
Мыс Фло́ра — мыс в юго-западной части острова Западный Нортбрук (ранее был частью острова Нортбрук) в составе архипелага Земля Франца-Иосифа. Административно относится к Приморскому району Архангельской области России. Мыс Флора, расположенный у южной окраины архипелага и в летние месяцы свободный ото льда, стал удобным местом для высадок полярных экспедиций.

## География, геология, флора и фауна
Мыс представляет собой площадку, тянущуюся в направлении запад — восток. Берег и примыкающая к нему территория — каменистые, дальше от воды поверхность состоит из земли и глины. Над площадкой с северной стороны возвышаются утёсы без выраженных вершин максимальной высотой 303 метра, на склонах имеются выходы каменного угля.
Глубина прибрежных вод достигает 20 метров.
Территория мыса в значительной степени покрыта мхами. В летние месяцы на возвышенных местах встречается мак полярный. Как писал в 1914 году Валериан Альбанов, «здесь растительности значительно было больше, чем на других виденных нами мысах [южной части Земли Франца-Иосифа]; да так и должно было быть: почему‐нибудь да называется он [мыс] Флора».
На скалах в летние месяцы гнездятся многочисленные птицы.
Ранее мыс находился на юго-западной оконечности острова Нортбрук, но растаявший ледник открыл под собой пролив между западной и восточной частями острова. Этот пролив был обнаружен в 1985 году членом историко-археологической экспедиции на ледоколе «Капитан Драницын» Ростиславом Гайдовским. Экспедиция решила назвать пролив именем Гайдовского, а островам дать наименования Западный Нортбрук и Восточный Нортбрук. Окончательно название островов Западный Нортбрук и Восточный Нортбрук в соответствии с Федеральным законом «О наименованиях географических объектов» и на основании предложения Архангельского областного Собрания депутатов было установлено распоряжением правительства РФ от 19 октября 2020.

## История посещений
Яхта британского исследователя Ли Смита «Эйра» была раздавлена льдами у мыса Флора 21 августа 1881 года. Экипаж построил на берегу первую хижину из камней и обломков судна и, перезимовав, следующим летом на четырёх шлюпках добрался до Новой Земли. У пролива Маточкин Шар они встретились с британским судном, отправленным на их поиски.

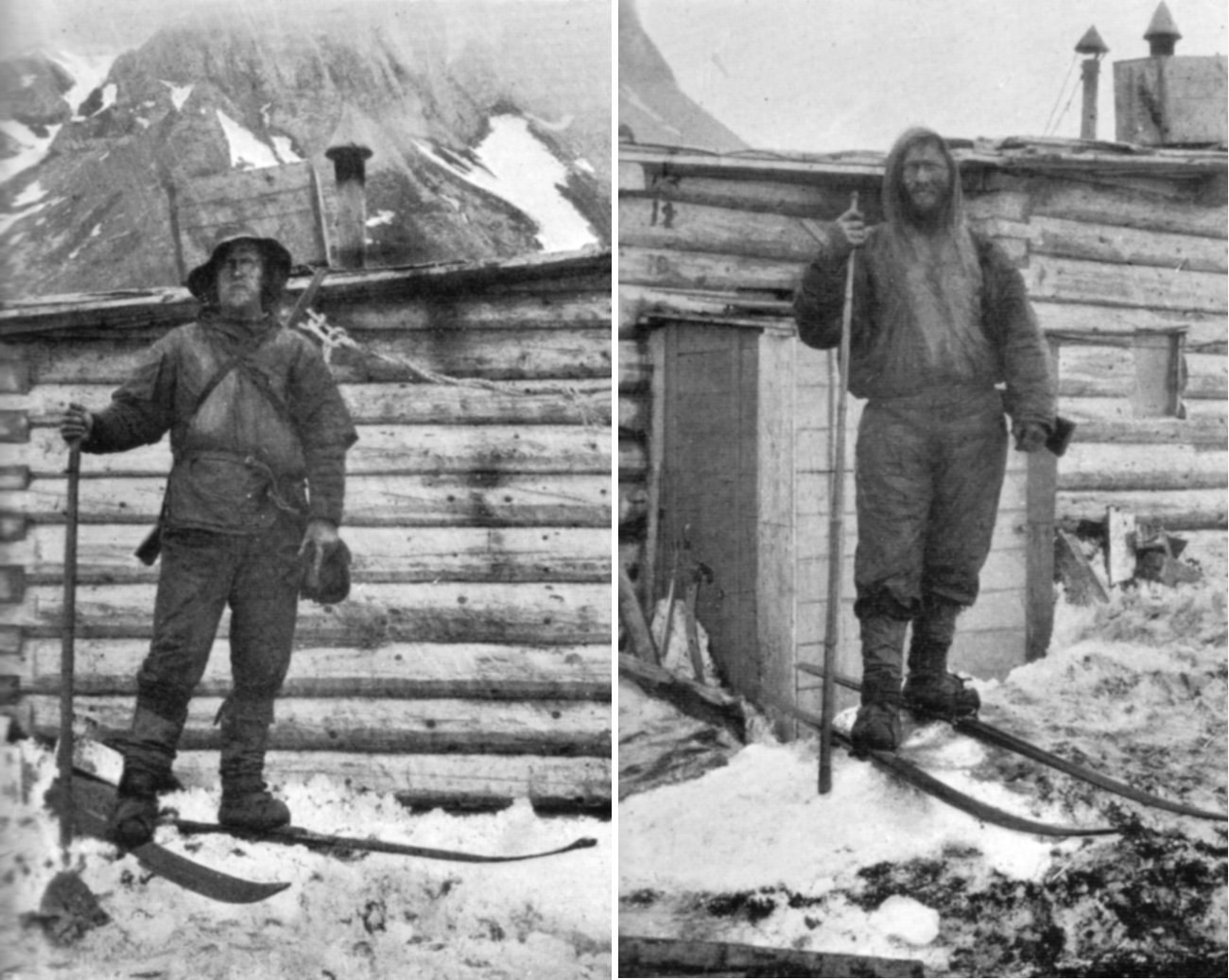
Нансен (слева) и Йохансен (справа) на мысе Флора у базы «Элмвуд». Фото Ф. Джексона (17 июня 1896)

Фредерик Джексон для изучения Земли Франца-Иосифа основал здесь стационарную базу своей экспедиции «Эльмвуд» (англ. Elmwood).
17 июня 1896 года к этой базе вышли участники норвежской полярной экспедиции Фритьоф Нансен и Ялмар Йохансен, произошла историческая встреча норвежской и британской экспедиций.
Около года провёл на мысе Флора шотландский натуралист Уильям Спирс Брюс, собрав за время экспедиции почти 700 биологических образцов. В его честь Джексон назвал северный мыс острова.
Экспедиции американца Уолтера Уэллмана (в 1898 году) на пароходе «Фритьоф» и итальянца герцога Абруцци (1899—1900 годов) на «Стелла Поларе» делали у мыса Флора краткие остановки.
В 1904 году участники американской Полярной экспедиции Циглера, которые из-за кораблекрушения оказались в двухлетней вынужденной изоляции на Земле Франца-Иосифа, добывали бурый уголь на склоне горы над мысом Флора.
Экспедиция Седова, которая в 1913—1914 годах зимовала у соседнего острова на шхуне «Святой мученик Фока» и отчаянно нуждалась в топливе, ничего не знала о существовании этих угольных копей и разобрала на дрова постройки базы.
Штурман Валериан Альбанов и матрос Александр Конрад прошли более 400 километров от запертой льдами шхуны «Святая Анна» и потеряли девять своих спутников, прежде чем 9 июля 1914 года достигли спасительной базы на мысе Флора. 20 июля 1914 года им здесь удалось встретиться со «Святым мучеником Фокой» под командованием Н. М. Сахарова.
Через несколько недель в поисках экспедиции Седова к мысу Флора подошла шхуна «Герта» экспедиции Ислямова. Ислямов поднял над островом российский флаг и объявил о принадлежности его России.
В 1929 году судно «Хобби» (англ. «Hobby») останавливалась у мыса Флора в поисках экспедиции Нобиле на дирижабле «Италия» и Амундсена на самолёте «Латам 47» (фр. Latham 47). Эта экспедиция построила на мысе Флора новые домики взамен старых конструкций.

## Топографические карты
- Лист карты T-39-I,II,III. Масштаб: 1 : 200 000. Состояние местности на 1957 год.